# Departamento de Adolfo Alsina
Departamento de Adolfo Alsina är en kommun i Argentina.   Den ligger i provinsen Río Negro, i den södra delen av landet, 800 km sydväst om huvudstaden Buenos Aires.
Omgivningarna runt Departamento de Adolfo Alsina är i huvudsak ett öppet busklandskap. Runt Departamento de Adolfo Alsina är det mycket glesbefolkat, med 6 invånare per kvadratkilometer.